# Catharine Trotter
Catharine Trotter Cockburn (16 de agosto de 1679 - 11 de mayo de 1749) fue una novelista, dramaturga y filósofa inglesa. 

## Biografía
Nació de padres escoceses que vivían en Londres. Se crio como protestante pero se convirtió al catolicismo siendo muy joven. Su padre murió en 1684, dejando a la familia en una posición económica delicada. 
Su primera novela, The Adventures of a Young Lady, más tarde rebautizada con el título de Olinda’s Adventures se publicó anónimamente en 1693, cuando ella tenía catorce años. Su primera obra dramática, Agnes de Castro (Inés de Castro) (una dramatización en verso de la historia del mismo título escrita por Aphra Behn se representó dos años después. En 1696, se vio satirizada junto a Delarivier Manley y Mary Pix en la obra anónima, The Female Wits (Los ingenios femeninos). Su segunda obra, considerada la mejor, es The Fatal Friendship representada en 1698. Las obras dramáticas de Trotter encontraron un modesto éxito de público y alabanzas por parte de la crítica. 
En 1702, Trotter publicó su primera obra filosófica, A Defence of Mr. Lock's [sic.] Essay of Human Understanding. John Locke regaló dinero y libros a su joven apologista. 
Regresó al seno de la Iglesia de Inglaterra en 1707. Al año siguiente, se casó con el reverendo Patrick Cockburn, y dejó de escribir hasta 1726. La familia sufrió al no prestar el Juramento de Abjuración con motivo del ascenso de Jorge I. El reverendo finalmente se sobrepuso a sus escrúpulos en 1726, y le nombraron para la Capilla de san Pablo en Aberdeen. 

## Obra

### Teatro
- Agnes de Castro, Londres, Teatro Drury Lane, 1695-1696.
- Fatal Friendship, Londres, Lincoln’s Inn Fields, 1698.
- Love at a Loss, or, Most Votes Carry It (más tarde reescrita como The Honourable Deceiver; or, All Right at the Last), Londres, Teatro Real en Drury Lane, 1700.
- The Unhappy Penitent, Londres, Teatro real en Drury Lane, 1701.
- The Revolution of Sweden, Londres, Teatro de la Reina, 1706.

Aún se desconocen los temas de dichas obras.

### Libros (títulos breves)
- Agnes de Castro, A Tragedy (1696).
- Fatal Friendship. A Tragedy (1698).
- Love at a Loss, or, Most Votes Carry It. A Comedy (1701).
- The Unhappy Penitent, A Tragedy (1701).
- A Defence of Mr. Lock’s [sic.] Essay of Human Understanding (1702).
- The Revolution of Sweden. A Tragedy (1706).
- A Discourse concerning a Guide in Controversies, in Two Letters (1707).
- A Letter to Dr. Holdsworth, Occasioned by His Sermon Preached before the University of Oxford (1726).
- Remarks Upon the Principles and Reasonings of Dr. Rutherforth’s Essay on the Nature and Obligations of Virtue (1747).
- The Works of Mrs. Catharine Cockburn, Theological, Moral, Dramatic, and Poetical. 2 v. (1751).

### Otras publicaciones
- Olinda’s Adventures; or, The Amours of a Young Lady, en v. 1 de Letters of Love and Gallantry and Several Other Subjects. (1693).
- Epílogo, en Queen Catharine or, The Ruines[sic.] of Love, por Mary Pix. (1698).
- “Calliope: The Heroick [sic.] Muse: On the Death of John Dryden, Esq.; por Mrs. C. T.” en The Nine Muses. Or, Poems Written by Nine severall [sic.] Ladies Upon the Death of the late Famous John Dryden, Esq. (1700).
- “Poetical Essays; May 1737: Verses, occasion’d by the Busts in the Queen’s Hermitage.” Gentleman’s Magazine, 7 (1737): 308.

### Obras impresas
- Catharine Trotter Cockburn: Philosophical Writings. Ed. Patricia Sheridan. Peterborough, ON: Broadview Press, 2006. ISBN 1-55111-302-3. $24.95 CDN.
- “Love at a Loss: or, Most Votes Carry It.” Ed. Roxanne M. Kent-Drury. The Broadview Anthology of Restoration & Early Eighteenth-Century Drama. Ed. J. Douglas Canfield. Peterborough, ON: Broadview Press, 2003. 857-902. ISBN 1-55111-581-6. $54.95 CDN.
- Olinda’s Adventures, Or, the Amours of a Young Lady. New York: AMS Press Inc., 2004. ISBN 0-404-70138-8. $22.59 CDN.